# 民主共和党 (韓国)
民主共和党（みんしゅきょうわとう）とは、大韓民国の第三共和国と第四共和国時代に存在した政党である。朴正煕大統領（在任期間：1963年～1979年）の与党。略称は「共和党」（공화당 コンファダン）。朴正煕の支持組織である維新政友会と並んで軍事独裁の母体となったが、朴大統領の暗殺によって消滅した。
党名の「民主共和党」は結党作業を主導した金鍾泌が命名したものでアメリカの二大政党である民主党と共和党の党名を用いたものである。また党のシンボルは牛であるが「牛のように献身的に働き、国家と国民のために奉仕する政党になろう」という意味が込められたものである。
旧民主共和党の残存勢力は軍事政権を引き継いだ全斗煥大統領の元、民主正義党を結党した。

## 概説

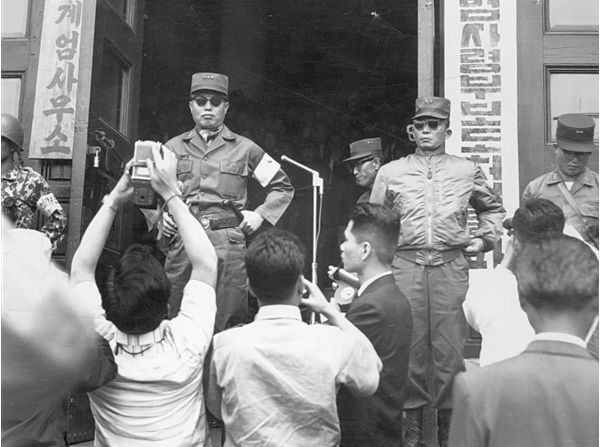
国家再建最高会議（1961年）

1961年5月に発生した軍事クーデター以降の韓国において政権を担っていた軍部勢力（国家再建最高会議、以下「最高会議」）が、軍政から民政へ政権移譲した後も、政権を維持するための手段として創設された政党である。韓国中央情報部（KCIA）の初代部長であった金鍾泌が中心となって結党が進められ、5・16軍事革命理念の継承及び世代交代などを結党理念として1963年2月26日に結成された（中央選挙管理委員会への政党登録は同年5月10日）。
2月26日の結党大会では総裁に鄭求瑛、議長に金貞烈が選出された。その後、2・18声明を撤回して民政参加の意向を固めた朴正煕最高会議議長（8月26日に陸軍大将から予備役に転役）が、8月31日の第3次党大会で党総裁に推挙され、同時に大統領候補指名を受諾した。10月に行われた第6代大統領選挙に立候補した朴正煕が民政党候補の尹潽善を僅差で押さえて当選、直後に行われた第6代総選挙では圧勝して第三共和国における与党としての足場を築いた。
軍部と官僚機構に築いた強力な組織力を活かし、1967年に行われた大統領選挙では朴正煕候補が尹潽善に前回より差をつけて再選、直後に行われた総選挙でも圧勝した。しかし、党内では金鍾泌を中心とした主流派と李厚洛大統領秘書室長や金炯旭韓国中央情報部部長などを中心とする反金鍾泌系の非主流派による対立と勢力争いが事があるごとに続き、国民福祉研究会事件や4・8抗命事件など党幹部や議員の粛清も相次いだ。1969年に憲法の3選禁止規定を半ば強引に改正（3選改憲）して望んだ1971年の大統領選挙で朴正煕候補は3選を果たしたが新民党の金大中候補に肉薄され、直後の総選挙では単独改憲に必要な3分の2を下回る結果となった。
朴正煕大統領が終身政権を目指して行った自己クーデター、所謂10月維新で発足した第4共和国においては共和党とは別に統一主体国民会議選出議員が結成した維新政友会が第2与党として登場し、与党としての地位は相対的に低下した。1979年10月26日に朴正熙大統領が暗殺（朴正煕暗殺事件）された後、金鍾泌が党総裁に就任したが､同年12月29日に起きた粛軍クーデターの翌年、1980年10月27日に公布された第五共和国憲法附則に伴って解散させられた。
全斗煥時代には、旧共和党の政治家で政治風土刷新のための特別措置法による政治活動禁止措置の対象外となった人達が韓国国民党を結成し、政治活動を再開したが、政治活動禁止措置の対象となった金鍾泌など大物政治家は参加せず、少数野党の地位に甘んじた。

## 党勢推移
| 年月日         | 代              | 候補者 | 当落 | 得票率（%） |
| -------------- | --------------- | ------ | ---- | ----------- |
| 1963年10月15日 | 第5代大統領選挙 | 朴正煕 | 当選 | 46.6        |
| 1967年5月3日   | 第6代大統領選挙 | 朴正煕 | 当選 | 51.4        |
| 1971年4月27日  | 第7代大統領選挙 | 朴正煕 | 当選 | 53.2        |
| 1972年12月23日 | 第8代大統領選挙 | 朴正煕 | 当選 | 99.9        |
| 1978年7月6日   | 第9代大統領選挙 | 朴正煕 | 当選 | 99.9        |

注：第8-9代の得票率は、統一主体国民会議の代議員の投票による
| 年月日         | 代           | 議席数 | 議席数 | 議席数 | 得票率（%） |
| 年月日         | 代           | 合計   | 地域区 | 全国区 | 得票率（%） |
| -------------- | ------------ | ------ | ------ | ------ | ----------- |
| 1963年11月26日 | 第6代総選挙  | 110    | 88     | 22     | 33.5        |
| 1967年6月8日   | 第7代総選挙  | 129    | 102    | 27     | 50.6        |
| 1971年5月25日  | 第8代総選挙  | 113    | 86     | 27     | 48.8        |
| 1973年2月27日  | 第9代総選挙  | 73     | 73     | －     | 38.7        |
| 1978年12月12日 | 第10代総選挙 | 68     | 68     | －     | 31.7        |

注：8代と9代は中選挙区（一律定数2名）のみ